# 桑卡里
桑卡里（Sankari），是印度泰米尔纳德邦Salem县的一个城镇。总人口27402（2001年）。

## 人口
该地2001年总人口27402人，其中男性14193人，女性13209人；0—6岁人口2689人，其中男1397人，女1292人；识字率67.95%，其中男性为75.09%，女性为60.29%。